# Championnat d'Espagne de rugby à XV 2013-2014
 (août 2025).
Si vous disposez d'ouvrages ou d'articles de référence ou si vous connaissez des sites web de qualité traitant du thème abordé ici, merci de compléter l'article en donnant les références utiles à sa vérifiabilité et en les liant à la section « Notes et références ».
Navigation
División de Honor 2012-2013 División de Honor 2014-2015
Le championnat d'Espagne de rugby à XV 2013-2014 ou División de Honor 2013-2014 est une compétition de rugby à XV qui oppose les douze meilleurs des clubs espagnols. La compétition commence le 15 septembre 2013 et se termine par une finale le 1er juin 2014.
Le championnat se déroule en deux temps : une première phase dite régulière en match aller-retour où toutes les équipes se rencontrent deux fois et une phase finale à élimination directe. Les six premières équipes du classement à l'issue de la phase régulière sont qualifiées pour les playoffs. Les deux premières équipes du classement sont directement qualifiées pour les demi-finales alors que les équipes classées de la troisième à la sixième place s'affrontent en barrage pour l'attribution des deux places restantes dans le dernier carré.

## Les clubs de l'édition 2013-2014
Les 12 équipes de la División de Honor sont :
| Rugby Atlético de Madrid CR Cisneros Gernika RT Getxo Artea RT Hernani CRE Bathco Independiente RC Ordizia RE El Salvador UE Santboiana Ciencias Valladolid RAC Vigo RC |

| Équipe                   | Stade                              | Capacité | Ville                 |
| ------------------------ | ---------------------------------- | -------- | --------------------- |
| Rugby Atlético de Madrid | Campo de rugby Valle de las Cañas  | 500      | Pozuelo de Alarcón    |
| CR Cisneros              | Central de la Ciudad Universitaria |          | Madrid                |
| Gernika RT               | Urbieta                            | 3 000    | Guernica              |
| Getxo Artea RT           | Centre sportif de Fadura           | 3 000    | Getxo                 |
| Hernani CRE (es)         | Landare Toki                       |          | Hernani               |
| Bathco Independiente RC  | Mies de Cozada                     | 500      | Santander             |
| Ordizia RE               | Stade municipal d'Altamira         | 500      | Ordizia               |
| El Salvador Rugby        | Stade Pepe-Rojo                    | 4 000    | Valladolid            |
| UE Santboiana            | Estadi Baldiri Aleu                | 1 200    | Sant Boi de Llobregat |
| Ciencias RC              | I.D.R.A. La Cartuja                | 5 000    | Séville               |
| Valladolid RAC           | Stade Pepe-Rojo                    | 5 000    | Valladolid            |
| Vigo RC                  | Campus de Lagoas-Marcosende        |          | Vigo                  |

## Résumé des résultats

### Classement de la phase régulière
| Rang | Club                 | J  | V  | N | D  | Bo | Bd | Pm  | Pe  | Diff | Pts |
| ---- | -------------------- | -- | -- | - | -- | -- | -- | --- | --- | ---- | --- |
| 1    | Valladolid RAC (T)   | 22 | 17 | 0 | 5  | 15 | 2  | 591 | 429 | +162 | 85  |
| 2    | El Salvador          | 22 | 16 | 0 | 6  | 11 | 3  | 625 | 403 | +222 | 78  |
| 3    | CR Cisneros          | 22 | 16 | 0 | 6  | 11 | 3  | 629 | 476 | +153 | 78  |
| 4    | Independiente RC (P) | 22 | 13 | 0 | 9  | 10 | 5  | 593 | 512 | +81  | 67  |
| 5    | CRC Pozuelo          | 22 | 11 | 0 | 11 | 11 | 6  | 571 | 539 | +32  | 61  |
| 6    | Ordizia RE           | 22 | 12 | 0 | 10 | 7  | 5  | 522 | 522 | 0    | 60  |
| 7    | Getxo Artea RT       | 22 | 11 | 0 | 11 | 5  | 7  | 490 | 428 | +62  | 54¹ |
| 8    | UE Santboiana        | 22 | 10 | 0 | 12 | 8  | 5  | 477 | 566 | -89  | 53  |
| 9    | Gernika RT           | 22 | 9  | 0 | 13 | 9  | 5  | 529 | 546 | -17  | 50  |
| 10   | Hernani CRE          | 22 | 8  | 0 | 14 | 4  | 5  | 463 | 643 | -180 | 41  |
| 11   | Vigo RC              | 22 | 7  | 0 | 15 | 5  | 4  | 502 | 686 | -184 | 37  |
| 12   | Ciencias RC          | 22 | 2  | 0 | 20 | 3  | 9  | 407 | 649 | -242 | 20  |

|  | Qualifiés pour les demi-finales (no 1, no 2).           |
|  | Qualifiés pour les barrages (no 3, no 4, no 5, no 6).   |
|  | Barrage pour la relégation en seconde division (no 11). |
|  | Relégué (no 12).                                        |
|  | T : tenant du titre 2013, P : promu 2013.               |

Attribution des points : victoire sur tapis vert : 5, victoire : 4, match nul : 2, défaite : 0, forfait : -2 ; plus les bonus (offensif : 4 essais marqués ; défensif : défaite par 7 points d'écart ou moins).
Règles de classement : ?

### Phase finale
Les deux premiers de la phase régulière sont directement qualifiés pour les demi-finales. En matchs de barrage pour attribuer les deux autres places, le troisième reçoit le sixième et le quatrième reçoit le cinquième. Les vainqueurs affrontent respectivement le deuxième et le premier.
|  | Barrages             | Barrages              |                        |    | Demi-finales   | Demi-finales |  |  | Finale | Finale |
|  | Barrages             | Barrages              |                        |    | Demi-finales   | Demi-finales |  |  | Finale | Finale |
|  |                      |                       |                        |    |                |              |  |  |        |        |
|  | 18 mai 2014          |                       |                        |    |                |              |  |  |        |        |
|  |                      |                       |                        |    |                |              |  |  |        |        |
|  | [1] Valladolid RAC   | 29                    |                        |    |                |              |  |  |        |        |
|  | [1] Valladolid RAC   | 29                    | [4] Independiente RC   | 20 |                |              |  |  |        |        |
|  | [4] Independiente RC | 24                    | [4] Independiente RC   | 20 |                |              |  |  |        |        |
|  | [4] Independiente RC | 24                    | [5] Atlético de Madrid | 18 |                |              |  |  |        |        |
|  |                      |                       | [5] Atlético de Madrid | 18 | Valladolid RAC | 26           |  |  |        |        |
|  | 17 mai 2014          |                       |                        |    | Valladolid RAC | 26           |  |  |        |        |
|  |                      | El Salvador Rugby     | 15                     |    |                |              |  |  |        |        |
|  | [3] CR Cisneros      | El Salvador Rugby     | 15                     | 29 |                |              |  |  |        |        |
|  | [3] CR Cisneros      | [3] CR Cisneros       | 9                      | 29 |                |              |  |  |        |        |
|  | [6] Ordizia RE       | [3] CR Cisneros       | 9                      | 27 |                |              |  |  |        |        |
|  | [6] Ordizia RE       | [2] El Salvador Rugby | 22                     | 27 |                |              |  |  |        |        |
|  |                      | [2] El Salvador Rugby | 22                     |    |                |              |  |  |        |        |

## Résultats détaillés

### Phase régulière

#### Tableau synthétique des résultats
L'équipe qui reçoit est indiquée dans la colonne de gauche.
| Clubs              | ATL   | CIS   | GER   | GET   | HER   | IND   | ORD   | SAL   | SAN   | SEV   | VAL   | VIG   |
| ------------------ | ----- | ----- | ----- | ----- | ----- | ----- | ----- | ----- | ----- | ----- | ----- | ----- |
| Atlético de Madrid |       | 17-13 | 34-41 | 26-33 | 31-30 | 29-31 | 28-23 | 29-13 | 62-20 | 30-23 | 12-35 | 26-13 |
| CR Cisneros        | 31-18 |       | 60-10 | 7-0   | 55-14 | 22-17 | 18-46 | 21-20 | 27-12 | 20-14 | 32-42 | 46-22 |
| Gernika RT         | 27-38 | 16-32 |       | 13-14 | 17-20 | 21-36 | 32-17 | 21-7  | 40-0  | 34-7  | 12-13 | 52-26 |
| Getxo Artea RT     | 22-17 | 23-25 | 17-20 |       | 31-13 | 35-6  | 27-35 | 25-14 | 24-8  | 22-19 | 17-20 | 34-18 |
| Hernani CRE (es)   | 13-37 | 17-20 | 33-22 | 12-29 |       | 22-21 | 24-17 | 25-22 | 29-23 | 36-13 | 22-24 | 26-31 |
| Independiente RC   | 14-25 | 29-36 | 39-20 | 36-25 | 24-3  |       | 30-20 | 21-14 | 30-31 | 50-28 | 24-21 | 49-14 |
| Ordizia RE         | 32-19 | 19-40 | 13-7  | 19-18 | 42-24 | 24-18 |       | 15-16 | 23-30 | 20-7  | 21-27 | 41-21 |
| El Salvador Rugby  | 30-12 | 32-21 | 43-29 | 23-16 | 53-15 | 36-19 | 45-25 |       | 29-5  | 59-16 | 24-3  | 34-30 |
| UE Santboiana      | 25-19 | 34-30 | 38-22 | 24-19 | 34-15 | 29-32 | 13-17 | 14-26 |       | 13-17 | 33-20 | 33-16 |
| Ciencias RC        | 15-17 | 22-23 | 5-17  | 22-31 | 18-22 | 18-42 | 18-24 | 22-48 | 21-15 |       | 21-25 | 36-40 |
| Valladolid RAC     | 34-27 | 27-19 | 35-24 | 25-3  | 38-22 | 36-20 | 44-3  | 0-12  | 32-10 | 28-19 |       | 35-24 |
| Vigo RC            | 21-18 | 25-31 | 19-32 | 26-25 | 41-26 | 3-5   | 16-26 | 19-25 | 16-33 | 33-26 | 28-27 |       |

|  | Victoire à domicile |  | Match nul |  | Défaite à domicile |

#### Détail des résultats
Les points marqués par chaque équipe sont inscrits dans les colonnes centrales (3-4) alors que les essais marqués sont donnés dans les colonnes latérales (1-6). Les points de bonus sont symbolisés par une bordure bleue pour les bonus offensifs (trois essais de plus que l'adversaire), orange pour les bonus défensifs (défaite avec au plus sept points d'écart), rouge si les deux bonus sont cumulés.

### Phase finale

#### Barrages
| 18 mai 2014 | Independiente RC                                                                  | 20 - 18 (8 - 18) | Atlético de Madrid                                        |  |
| 18 mai 2014 | Essai(s) : Rodríguez, Quevedo, Mora Transformation(s) : Mateu Pénalité(s) : Mateu |                  | Essai(s) : Ramirez, Armental, Balbín Pénalité(s) : Balbín |  |
| 18 mai 2014 |                                                                                   |                  |                                                           |  |

| 17 mai 2014 | CR Cisneros                                                                                       | 29 - 27 (29 - 6) | Ordizia RE                                                                                |  |
| 17 mai 2014 | Essai(s) : Sainz-Trápaga (2), Hayali, Hernández Transformation(s) : Girão (3) Pénalité(s) : Girão |                  | Essai(s) : Arretxea, Steyl, Huxford Transformation(s) : Steyl (3) Pénalité(s) : Steyl (2) |  |
| 17 mai 2014 |                                                                                                   |                  |                                                                                           |  |

#### Demi-finales
| | Valladolid RAC | 29 - 24                                                                                           | Independiente RC |  |
| Essai(s) : Fernández, Abril, López, Herrera Transformation(s) : Griffiths (3) Pénalité(s) : Griffiths |                | Essai(s) : Mañero, essai de pénalité, Álvarez Transformation(s) : García (3) Pénalité(s) : García |                  |  |
| |                |                                                                                                   |                  |  |

|                                                                    | El Salvador Rugby | 22 - 9                  | CR Cisneros |  |
| Essai(s) : Max Vega, Mamea (2), Serrano Transformation(s) : Pearce |                   | Pénalité(s) : Girão (3) |             |  |
|                                                                    |                   |                         |             |  |

#### Finale
Le vainqueur de l'édition est Valladolid RAC.
|                                                                                             | Valladolid RAC | 26 - 15                                                                                 | El Salvador Rugby | Pepe Rojo, Valladolid 5,500 spectateurs |
| Essai(s) : Gavidi, Vessey, Barnes Transformation(s) : Griffiths Pénalité(s) : Griffiths (3) |                | Essai(s) : Miranda, V Sánchez Transformation(s) : P Rodríguez Pénalité(s) : P Rodríguez |                   | Pepe Rojo, Valladolid 5,500 spectateurs |
|                                                                                             |                |                                                                                         |                   | Pepe Rojo, Valladolid 5,500 spectateurs |

## Statistiques

### Meilleurs marqueurs d'essais
| Rang | Joueur               | Club              | Essais |
| ---- | -------------------- | ----------------- | ------ |
| 1    | Ignacio Contardi     | Independiente RC  | 22     |
| 2    | Iñigo Olaeta         | Gernika RT        | 15     |
| 3    | Afa Tauli            | UE Santboiana     | 14     |
| 4    | Federico Casteglioni | Gernika RT        | 13     |
| 5    | Pedro Martin         | Valladolid RAC    | 12     |
| 6    | Tiago Girão          | CR Cisneros       | 11     |
| -    | Simeon James         | Getxo Artea RT    | 11     |
| -    | Tom Pearce           | El Salvador Rugby | 11     |
| -    | Falemaka Tatafu      | Vigo RC           | 11     |
| 9    | Heinrich Steyl       | Ordizia RE        | 10     |
| -    | Manuel Mora          | Independiente RC  | 10     |
| -    | Bradley Linklater    | Getxo Artea RT    | 10     |
| -    | Alberto Diaz         | El Salvador Rugby | 10     |
| -    | Ignacio Molina       | Valladolid RAC    | 10     |
| -    | Richard Muagututia   | Ordizia RE        | 10     |

### Meilleurs marqueurs de points
| Rang | Joueur            | Club               | Points |
| ---- | ----------------- | ------------------ | ------ |
| 1    | Bradley Linklater | Getxo Artea RT     | 228    |
| 2    | Tiago Girão       | CR Cisneros        | 218    |
| 3    | Pedro Rodriguez   | El Salvador Rugby  | 190    |
| -    | Iñigo Balbin      | Atlético de Madrid | 190    |
| 5    | Gareth Griffiths  | Valladolid RAC     | 189    |
| 6    | Heinrich Steyl    | Ordizia RE         | 173    |
| 7    | Iñigo Olaeta      | Gernika RT         | 147    |
| 8    | Mariano Garcia    | Independiente RC   | 146    |
| 9    | Igor Genua        | Hernani CRE (es)   | 141    |
| 10   | Jeremy Simon      | Vigo RC            | 124    |